# Nancy Dorian
Nancy Dorian   (New Brunswick, 1936 - 24 d'abril de 2024) va ser una lingüista estatunidenca que va dur a terme la investigació sobre la mort del dialecte de Sutherland Est del gaèlic escocès en els darrers 40 anys, particularment a les viles de Brora, Golspie i Embo.
Va rebre el seu doctorat de la Universitat de Michigan i ha estat professora de lingüística i antropologia al Bryn Mawr College. Va treballar per al Linguistic Survey of Scotland el 1963, i aleshores hi havia poca expectativa de trobar parlants del gaèlic local però Dorian va trobar més de 200 parlants. El seu estudi sobre la disminució del gaèlic a l'est de Sutherland es considera un estudi important i detallat sobre les llengües mortes
Va estudiar els joves que parlaven gaèlic però no amb freqüència (semi-parlants) i va prendre nota de llur capacitat d'adquirir fluïdesa ràpidament amb esforç.

## Obra publicada
- East Sutherland Gaelic: The Dialect of the Brora, Golspie, and Embo Fishing Communities, 1978, Dublin Institute for Advanced Studies
- Language Death: The Life Cycle of a Scottish Gaelic Dialect, 1981, University of Pennsylvania Press
- The Tyranny of Tide: An Oral History of the East Sutherland Fisherfolk, 1984, Karoma Publishers
- Investigating Obsolescence: Studies in Language Contraction and Death (Editor), 1989, Cambridge University Press
- Investigating Variation: The Effects of Social Organization and Social Setting, 2010, Oxford University Press